# Arthur Bossler
Arthur Bossler, né le 6 janvier 1906 à Lutterbach et mort le 2 octobre 1973 à Strasbourg, est un employé de la ville de Strasbourg, résistant français chef des Forces françaises de l'intérieur (FFI) de La Robertsau pendant la Seconde Guerre mondiale.

## Biographie
Le 8 septembre 1925, à Mulhouse, Arthur Bossler contracte un engagement de trois ans dans l'armée française. Il est affecté au 38e régiment d'aviation Mixte.
En 1928, il se réengage et effectue plusieurs missions opérationnelles du Levant, principalement au Liban.
En 1934, il est affecté à la base aérienne 138 à Thionville où il est responsable du service de sécurité incendie. Le 26 novembre 1936, il intervient sur une explosion à l'usine de gaz de Montigny-les-Metz. Pour sa conduite héroïque, il est fait « Héros de la civilisation » par la fondation Carnegie.

### Seconde Guerre mondiale
Pendant la campagne de France, il est adjudant-chef et il est affecté à la BA 138 repliée à Salon-de-Provence.
Il est rayé des cadres de l'armée d'armistice le 1er avril 1941 et rejoint sa famille dans le quartier de La Robertsau à Strasbourg. Il devient employé municipal au service ravitaillement de cette ville.

#### Résistance
Refusant l'annexion de fait de l'Alsace, il s'engage dans l'aide à l'évasion. En septembre 1941, il contacte les bateliers Charles Lieby et Emile Wendling pour qu'ils prennent en charge des prisonniers de guerre (PG) évadés et les fassent passer clandestinement en Suisse à bord de leurs péniches. Par la suite, les deux bateliers créeront un groupe de renseignement qui travaillera pour les services de renseignements britanniques. Ce groupe de batelier sera démantelé en octobre 1942.
Aidé par les maraichers Hubert et Lucien Gier de La Robertsau, ainsi que par les familles Burger, Altbiess et Ritter au lieu-dit Schneeberg, il met en place une autre filière d'évasion passant par Wangenbourg. Cette filière est démantelée le 14 janvier 1942. 
Recherché par la Gestapo, Arthur Bossler continue son combat clandestin (sabotage de lignes téléphoniques, élimination d'agents ennemis…). Il entre en contact avec Paul Freiss du groupe du docteur Bareiss puis avec la Septième colonne d'Alsace (réseau Martial), qui lui fait intégrer le réseau Ajax en Alsace.

#### FFI
En 1944, il s'engage dans les Forces françaises de l'intérieur d'Alsace (FFIA). Il est lieutenant et il est responsable du secteur de La Robertsau qui compte environ 120 hommes. Avec son unité, il participe au combat pour la Libération de Strasbourg et à ceux pour stopper  l'offensive allemande de janvier 1945. Dans la nuit du 6 au 7 janvier 1975, il est blessé par un éclat d'obus de mortier, alors qu'avec ses hommes, renforcés par des gardes mobiles, il repousse une infiltration allemande dans le Port au Pétrole et au Parc de l'Orangerie.
Le 9 février 1945, les FFI sont dissous. Pour faire face à la présence allemande le long du Rhin, en Alsace, ils sont remplacés, pendant quelques semaines, par les « bataillons des volontaires du Rhin ». Arthur Bossler les rejoint et commande l'unité de La Robertsau. 
Le 20 mars 1945, il est rappelé dans l'armée de l'air puis démobilisé le 4 décembre 1945.
Après la guerre, il reste employé de la ville de Strasbourg.

## Distinctions
- Croix de guerre 1939-1945 (30 septembre 1945) avec la citation suivante[2] :

« Excellent chef de secteur. Dans la nuit du 6 au 7 janvier 1945, commandant une patrouille effectuée sur les bords du Rhin au Port au Pétrole de Strasbourg a fait échouer une tentative de débarquement d'un détachement ennemi. Plein d'allant, il a, par sa ténacité et son sang-froid de vieux soldat, dirigé ses hommes d'une façon parfaite malgré un tir ennemi d'artillerie et d'infanterie très violent a réussi à rejeter l'ennemi  et à faire échouer ce coup de main »

- Médaille militaire